# Mięsień prostownik krótki palucha

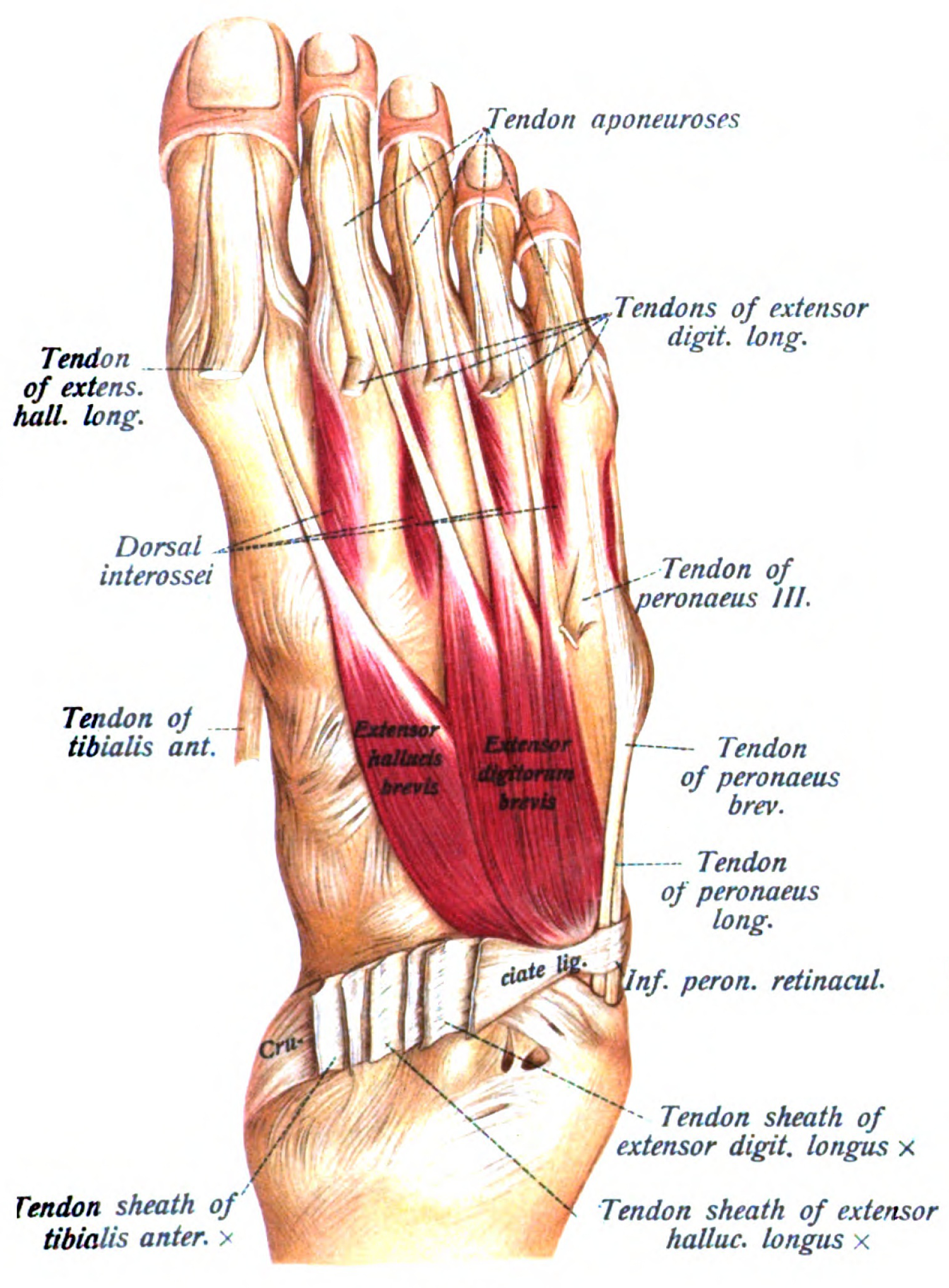
Mięsień prostownik krótki palucha podpisany Extensor hallucis brevis.

Mięsień prostownik krótki palucha (łac. musculus extensor hallucis brevis) – w anatomii człowieka płaski, cienki mięsień kończyny dolnej, należący do grupy mięśni grzbietu stopy. Zaczyna się wspólnie z mięśniem prostownikiem krótkim palców (i bywa traktowany jako jego część, a nie osobny mięsień) na górnej i bocznej powierzchni kości piętowej, bocznie od zatoki stępu. Oba mięśnie rozdzielają się i mała, przyśrodkowa część stanowiąca prostownik krótki palucha przechodzi w ścięgno kończące się na podstawie paliczka bliższego palca I.
Wspólnie z mięśniem prostownikiem krótkim palców unaczyniony jest przez tętnicę boczną stępu (gałąź tętnicy grzbietowej stopy) i gałąź przeszywającą tętnicy strzałkowej, a unerwiony przez nerw strzałkowy głęboki (L4–5, S1).
Mięsień ten prostuje paluch w stawie śródstopno-paliczkowym.